# Dorin Chirtoacă
Dorin Chirtoacă, né le 9 août 1978 à Chișinău, est un homme politique moldave, membre du Parti libéral. Il est maire de Chișinău de 2007 à 2017.

## Biographie
Neveu de Mihai Ghimpu, le président du Parti libéral et ancien président du conseil municipal de Chișinău, il n'a aucun lien de parenté avec l'homme politique et ambassadeur Nicolae Chirtoacă.
Chirtoacă est diplômé en droit de l'université de Bucarest. Candidat du Parti libéral, il est élu maire de Chișinău lors de l'élection municipale du 18 juin 2007, devenant à l'âge de 28 ans le plus jeune maire d'une capitale européenne.
Lors des législatives d'avril 2009, Chirtoacă est élu député mais, les fonctions n'étant pas cumulables, choisit de rester maire.
Le 25 mai 2017, Chirtoacă est arrêté par des procureurs anticorruption et des agents du Centre national anticorruption (CNA), ainsi que sept autres employés de la mairie de Chişinău, dans le dossier de stationnement payant, dans lequel ont les soupçonne de trafic d'influence. Le lendemain, il est placé en résidence surveillée pour 30 jours. Le 22 juin, son mandat d'arrêt à domicile est prolongé de 25 jours, puis le 14 juillet pour 25 jours supplémentaires.
Le 28 juillet suivant, Chirtoacă est suspendu de son mandat de maire par le tribunal. Son mandat d'arrêt à domicile est de nouveau prolongé de 30 jours le 10 août, puis à nouveau le 11 septembre. Il démissionne de son mandat de maire le 16 février 2018.
Il est vice-président du Comité Helsinki moldave.
Outre le roumain, Chirtoacă parle l'anglais, le français et le russe. 